# نفرتيتي للطيران
كانت شركة نفرتيتي للطيران ، التي تعرف أحيانًا باسم نفرتيتي للطيران ، شركة طيران لم تدم طويلاً تعمل من 1980-1982. لقد قدمت خدمة الرحلات الجوية المستأجرة ورحلات الطيران بين القاهرة وتل أبيب التي لم تستطع مصر للطيران القيام بها . وهو المسار التي كانت تسير فيه سيناء للطيران .
يُعزى إلهامي الزيات، القنصل الفخري السابق في مصر، إلى المساعدة في إقامة السياحة بين مصر وإسرائيل. وتعتبر هذه الرحلات الجوية أساسية لإقامة العلاقات الإسرائيلية المصرية.